# Velké stydké pysky

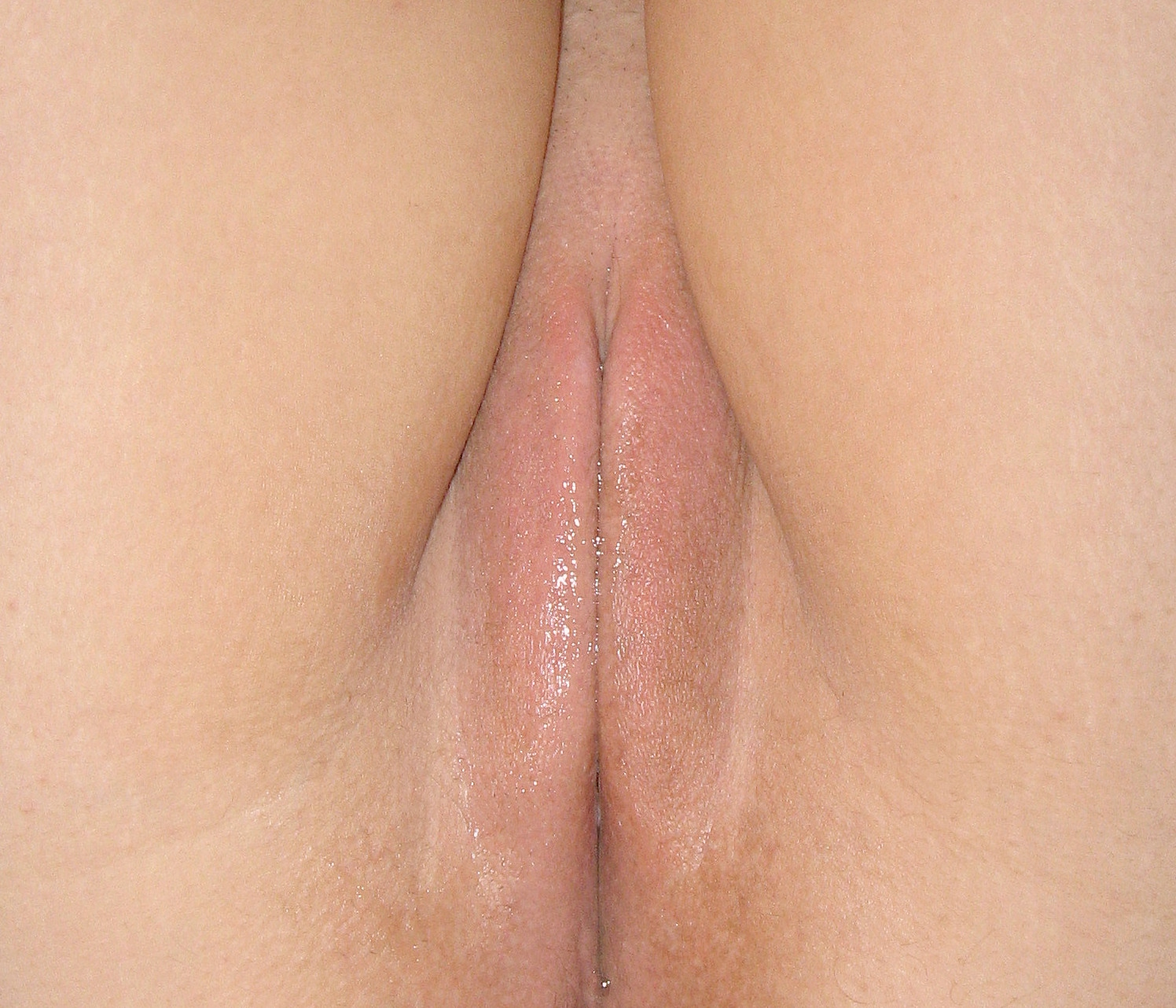
Velké stydké pysky zakrývající pochvu

Velké stydké pysky (latinsky: labia majora pudendi) jsou párové kožní řasy (či valy), dlouhé zhruba 8 centimetrů o tloušťce 2–3 centimetry, které obloukovitě obklopují poševní vchod. Jsou součástí zevních rodidel ženy (vulva). Jejich vyklenutí kromě tuku tvoří také kavernozní tělesa, která při překrvení zduří. Vyplňují prostor mezi stydkým pahorkem (mons pubis) vepředu a hrází (perineum) vzadu, které jsou zároveň jejich součástí. Mezi nimi je pak stydká štěrbina (rima pudendi) s malými stydkými pysky uvnitř. Kůže velkých stydkých pysků je zevnitř tenká a lesklá (podobá se sliznici), zvenku pak silná, pigmentovaná a porostlá chlupy (pubické ochlupení) .